# Leichtathletik-Weltmeisterschaften 2011/Teilnehmer (Belarus)
| Gelbes Symbol für Goldmedaillen mit stilisierten Olympischen Ringen | Graues Symbol für Silbermedaillen mit stilisierten Olympischen Ringen | Braundes Symbol für Bronzemedaillen mit stilisierten Olympischen Ringen |
| ------------------------------------------------------------------- | --------------------------------------------------------------------- | ----------------------------------------------------------------------- |
| —                                                                   | 1                                                                     | —                                                                       |

Der belarussische Leichtathletik-Verband stellte bei den Leichtathletik-Weltmeisterschaften 2011 im koreanischen Daegu 22 Teilnehmer.

## Ergebnisse

### Männer

#### Sprung/Wurf
| Athlet               | Disziplin   | Qualifikation | Qualifikation | Finale        | Finale        |
| Athlet               | Disziplin   | Weite/Höhe    | Platz         | Weite/Höhe    | Platz         |
| -------------------- | ----------- | ------------- | ------------- | ------------- | ------------- |
| Pawel Lyschyn        | Kugelstoßen | 19,91 m       | 16            | ausgeschieden | ausgeschieden |
| Andrej Michnewitsch1 | Kugelstoßen | 20,79 m       | 4             | 21,40 m       | Bronze        |
| Pavel Krywizki       | Hammerwurf  | 78,16 m       | 2             | 78,53 m       | 5             |
| Juryj Schajunou      | Hammerwurf  | 76,74 m       | 7             | NMW           | NMW           |
| Waleryj Swjatocha    | Hammerwurf  | 71,58 m       | 23            | ausgeschieden | ausgeschieden |

1 nachträglich des Dopingvergehens überführt

### Frauen

#### Laufdisziplinen
| Athletin                                                                        | Disziplin   | Vorlauf        | Vorlauf | Halbfinale    | Halbfinale    | Finale        | Finale        |
| Athletin                                                                        | Disziplin   | Zeit           | Platz   | Zeit          | Platz         | Zeit          | Platz         |
| ------------------------------------------------------------------------------- | ----------- | -------------- | ------- | ------------- | ------------- | ------------- | ------------- |
| Maryna Arsamassawa                                                              | 800 m       | 2:01,97 min    | 19      | 2:02,13 min   | 21            | ausgeschieden | ausgeschieden |
| Swjatlana Ussowitsch                                                            | 800 m       | 2:05,62 min    | 33      | ausgeschieden | ausgeschieden | ausgeschieden | ausgeschieden |
| Natallja Karejwa                                                                | 1500 m      | 4:12,03 min    | 19      | ausgeschieden | ausgeschieden | ausgeschieden | ausgeschieden |
| Nastassja Jazewitsch                                                            | 20 km Gehen |                |         |               |               | 1:34:09 h     | 17            |
| Hanna Bagdanowich Julija Balykina Alena Neumjarschyzkaja Hanna Liapeschka       | 4 × 100 m   | 44,38 s        | 14      |               |               | ausgeschieden | ausgeschieden |
| Hanna Taschpulatawa Juljana Juschtschanka Ilona Ussowitsch Swjatlana Ussowitsch | 4 × 400 m   | 3:24,28 min SB | 6       |               |               | 3:25,64 min   | 6             |

#### Sprung/Wurf
| Athletin                      | Disziplin      | Qualifikation | Qualifikation | Finale        | Finale        |
| Athletin                      | Disziplin      | Weite/Höhe    | Platz         | Weite/Höhe    | Platz         |
| ----------------------------- | -------------- | ------------- | ------------- | ------------- | ------------- |
| Anastassija Schwedawa         | Stabhochsprung | 4,40 m        | 18            | ausgeschieden | ausgeschieden |
| Nastassja Mirontschyk-Iwanowa | Weitsprung     | 6,80 m        | 2             | 6,74 m        | 4             |
| Weranika Schutkowa            | Weitsprung     | 6,45 m        | 16            | ausgeschieden | ausgeschieden |
| Nadseja Astaptschuk           | Kugelstoßen    | 19,11 m       | 4             | 20,05 m       | Silber        |
| Natallja Michnewitsch         | Kugelstoßen    | 18,88 m       | 10            | 18,47 m       | 11            |
| Alena Matoschka               | Hammerwurf     | 68,23 m       | 16            | ausgeschieden | ausgeschieden |